# Cantogno
Il Cantogno è un torrente del Piemonte; è uno dei primi affluenti in sinistra idrografica del Po dopo il suo ingresso nella pianura padana.

## Percorso

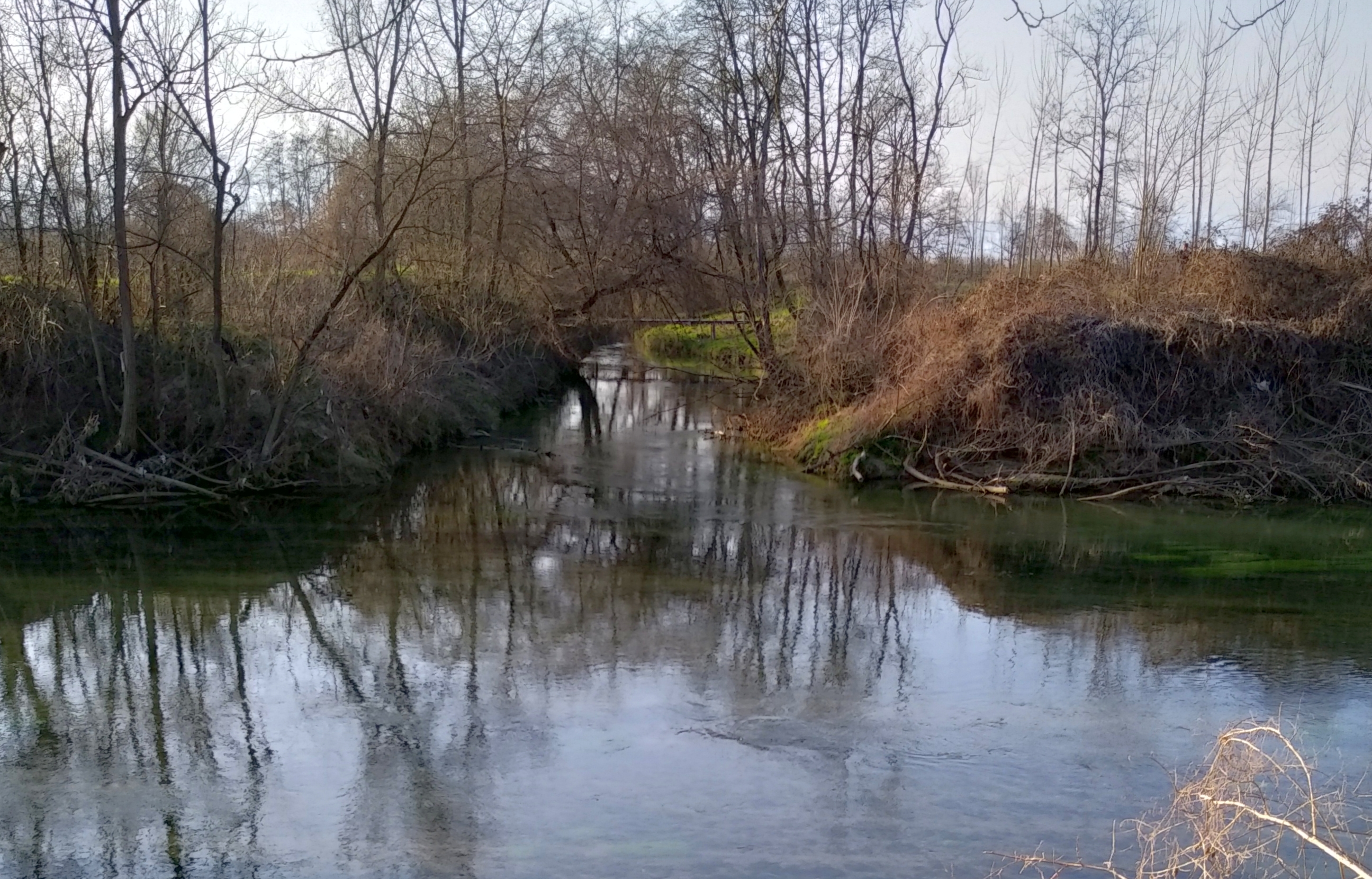
Confluenza nel Po

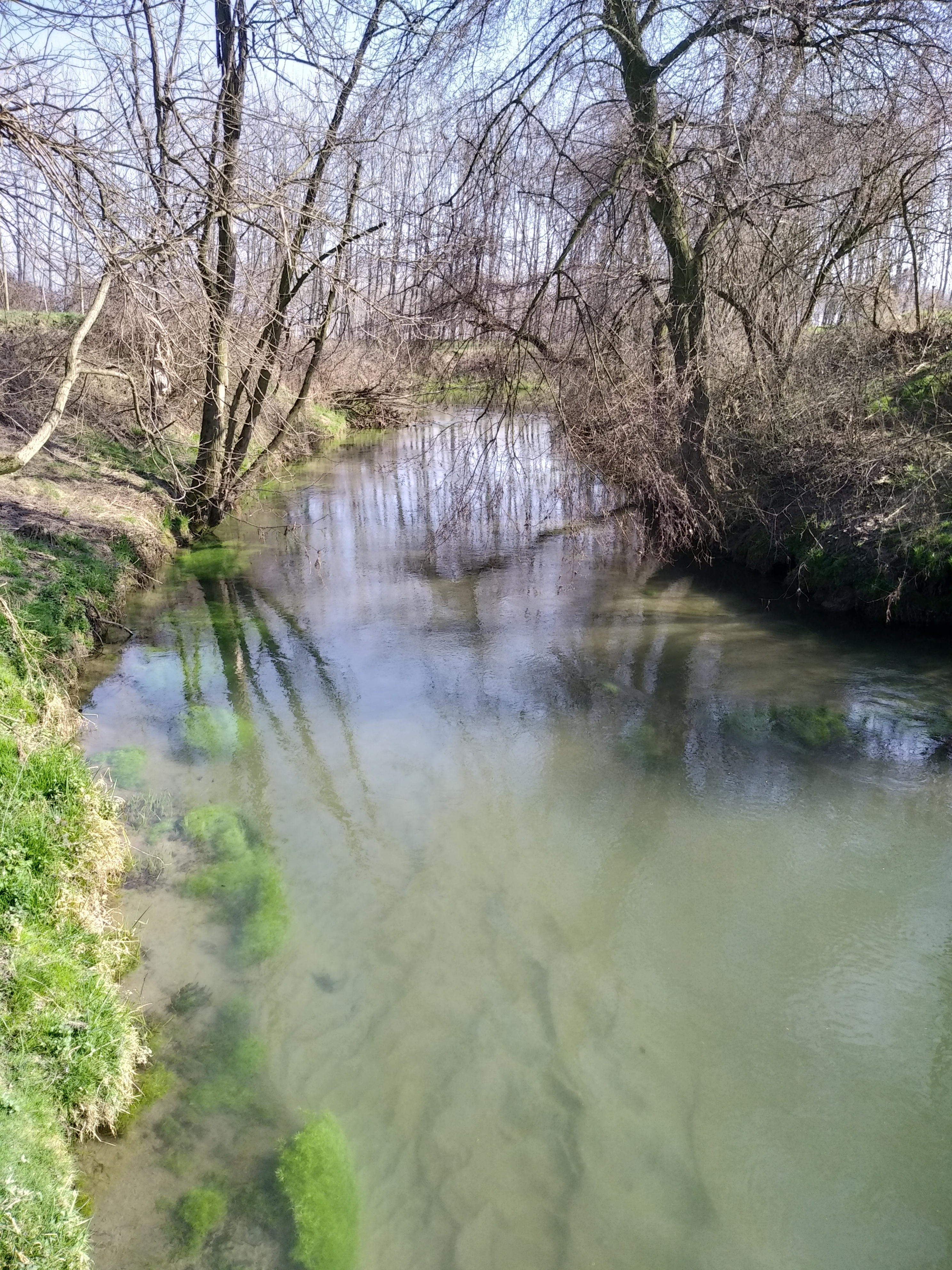
Il Cantogno tra Villafranca e Cardè

Il torrente nasce con il nome di Rio Marone (o Rio Marrone) a circa 900 metri di quota ad est del Montoso, e scende poi verso la pianura padana che raggiunge tra Barge e Bagnolo. Qui viene scavalcato dalla SP 27 e riceve da sinistra il rio Grana, il suo principale affluente naturale. Il torrente procede poi verso est con un corso quasi rettilineo e raggiunge il centro di Cavour, transitando a nord della Rocca. Incrociata la ex-statale dei Laghi di Avigliana poggia verso sud-est; avanzando verso il Po il corso del Cantogno riprende una andamento più naturale e meandriforme e segna per un buon tratto il confine tra la Città metropolitana di Torino e la Provincia di Cuneo. Dopo aver lambito il Santuario della Madonna del Buon Rimedio e la frazione Cantogno, alla quale dà il nome, va a gettarsi nel Po a circa 250 metri di quota.

## Principali affluenti
Dato che il torrente attraversa per buona parte del proprio corso la pianura agricola pinerolese e saluzzese molti dei suoi affluenti sono in realtà canali agricoli artificiali. In destra idrografica il torrente non ha affluenti significativi perché transita a breve distanza dal rio Secco, un corso d'acqua più o meno parallelo al Cantogno che partendo dalle colline ai piedi del Montoso va anch'esso a confluire nel Po. In sinistra idrografica si possono invece ricordare:
- Rio Grana, che raccoglie le acque del versante nord-est del Montoso e raggiunge il Cantogno (nella zona dove ancora si chiama Rio Marone) presso la frazione Giacchero.
- Bealera di Cavour, che confluisce nel Cantogno poco a ovest del capoluogo dell'omonimo comune.

## Pesca
Per quanto riguarda la pratica della pesca sia le acque del torrente per tutto il suo corso che quelle dei suoi affluenti sono classificate come Salmonicole.